# ميدي السعدون
ميدي السعدون (بالفرنسية: Medi Sadoun)‏ هو ممثل فرنسي، ولد في 8 يوليو 1973 بباريس في فرنسا.

## أعمال

### أفلام
- (2014) ما الذي قدمناه للرب[3][4]

## وصلات خارجية
- ميدي السعدون على موقع IMDb (الإنجليزية)
- ميدي السعدون على موقع قاعدة بيانات الأفلام العربية
- ميدي السعدون على موقع ألو سيني (الفرنسية)
- ميدي السعدون على موقع ميوزك برينز (الإنجليزية)
- ميدي السعدون على موقع قاعدة بيانات الفيلم (الإنجليزية)
- ميدي السعدون على موقع كينوبويسك (الروسية)